# 折御勳
折御勋（938年—977年），字世隆。五代十国、北宋初年边将，出自府州折氏，折德扆的儿子。
宋太祖乾德二年（964年）折德扆去世后，折御勋以衙内都指挥使、汾州团练使，权知府州。乾德三年（965年），加府州防御使。开宝二年（969年），宋太祖征北汉太原，折御勋到行在参见，授任永安军节度观留后。开宝四年（971年），以郊祀朝觐太祖，礼毕归镇。开宝九年（976年），郊祀西洛，再次朝觐太祖。因病，改泰宁军节度使，留居京师，宋太宗太平兴国二年（977年）卒。赠侍中。其弟折御卿。